# سامسونگ گلکسی آ۵۶ ۵جی
سامسونگ گلکسی آ۵۶ ۵جی یک گوشی هوشمند میان‌رده مبتنی بر اندروید در سری گلکسی آ است که توسط سامسونگ الکترونیکس در تاریخ ۲ مارس ۲۰۲۵ به همراه گلکسی آ۳۶ ۵جی معرفی شد. این گوشی جانشین گلکسی آ۵۵ ۵جی است و از نظر طراحی، عملکرد و قابلیت‌های دوربین، طیف وسیعی از به‌روزرسانی‌ها را به همراه دارد.

## طراحی
گلکسی آ۵۶ ۵جی طراحی مدرنی را با تمرکز خوب بر دوام ارائه می‌دهد. این دستگاه دارای فریم آلومینیومی و محافظ کورنینگ گوریلا گلس ویکتوس+ در جلو و عقب است. این دستگاه دارای استاندارد IP67 است، به این معنی که در شرایط آزمایشگاهی تا عمق ۱ متر و به مدت ۳۰ دقیقه در برابر آب و گرد و غبار مقاوم است. گلکسی آ۵۶ ۵جی در چهار رنگ موجود است:
| نمونه رنگ | نام رنگ                |
| --------- | ---------------------- |
|           | صورتی فوق‌العاده        |
|           | زیتونی فوق‌العاده       |
|           | گرافیت فوق‌العاده       |
|           | خاکستری روشن فوق‌العاده |

این دستگاه با دو درگاه سیم‌کارت و پشتیبانی از دو eSIM (دو سیم‌کارت / SIM1+ eSIM1 / Dual eSIM) عرضه می‌شود.

## مشخصات

### نمایشگر
این گوشی از یک صفحه نمایش ۶٫۷ اینچی سوپر آمولد با وضوح FHD+ و نرخ تازه‌سازی ۱۲۰ هرتز و پشتیبانی از HDR10+ بهره می‌برد. این صفحه نمایش دارای حداکثر روشنایی ۱۲۰۰ نیت (HBM) و ۱۹۰۰ نیت (اوج روشنایی) است که حتی در نور مستقیم خورشید نیز دید خوبی را تضمین می‌کند. این صفحه نمایش توسط گوریلا گلس ویکتوس+ محافظت می‌شود.

### پردازنده
گلکسی آ۵۶ ۵جی از چیپست ۴ نانومتری اگزینوس ۱۵۸۰ بهره می‌برد و با ۸ یا ۱۲ گیگابایت رم و ۱۲۸ یا ۲۵۶ گیگابایت حافظه داخلی عرضه می‌شود. این گوشی همچنین از اتصال ۵جی برای سرعت اینترنت بالا پشتیبانی می‌کند. با این حال، این گوشی دیگر از حافظه قابل ارتقا از طریق microSD پشتیبانی نمی‌کند.

### دوربین
این دستگاه دارای دوربین سه‌گانه در پشت است:
- ۵۰ مگاپیکسل، f/1.8، (عریض)، ۱/۱٫۵۶ اینچ سایز سنسور، ۱٫۰ میکرومتر سایز پیکسل، فوکوس خودکار با تشخیص فاز، لرزشگیر اپتیکال تصویر
- ۱۲ مگاپیکسل، f/2.2، ۱۲۳ درجه (فوق عریض)، ۱/۳٫۰۶ اینچ سایز سنسور، ۱٫۱۲ میکرومتر سایز پیکسل
- ۵ مگاپیکسل، f/2.4، (ماکرو)
- ۱۲ مگاپیکسل، f/2.2، (عریض)

این دوربین می‌تواند ویدیوها را تا کیفیت 4K با سرعت ۳۰ فریم بر ثانیه و 1080p با سرعت ۶۰ فریم بر ثانیه در هر دو دوربین عقب و جلو ضبط کند.
سیستم دوربین سامسونگ گلکسی آ۵۶ از ویژگی‌های پیشرفته مبتنی بر هوش مصنوعی استفاده می‌کند. قابلیت‌های هوش مصنوعی شامل تشخیص بهتر سوژه در حالت پرتره می‌شود که منجر به ایجاد افکت بوکه دقیق‌تر در تصاویر می‌شود. مجموعه ویژگی‌های هوش مصنوعی همچنین از عملکردهایی مانند پاک‌کردن شیء پشتیبانی می‌کند و به کاربران امکان می‌دهد عکس‌ها را با انعطاف‌پذیری بیشتری مستقیماً از دستگاه ویرایش کنند.

### باتری
گلکسی آ۵۶ ۵جی به باتری ۵۰۰۰ میلی‌آمپر ساعتی لیتیوم یونی مجهز شده است. این دستگاه در کنار گلکسی آ۳۶ ۵جی یکی از اولین گوشی‌های سری گلکسی آ است که از شارژ سریع ۴۵ واتی پشتیبانی می‌کند و به آن اجازه می‌دهد در ۳۰ دقیقه ۶۵٪ و در ۱ ساعت و ۸ دقیقه ۱۰۰٪ شارژ شود.

### نرم‌افزار
گلکسی آ۵۶ ۵جی با اندروید ۱۵ و رابط کاربری One UI 7.0 اجرا می‌شود. این اولین محصول از سری A5x است که وعده داده شده تا ۶ به‌روزرسانی نرم‌افزاری اصلی و ۶ سال به‌روزرسانی امنیتی را دریافت کند.